# Núria Roca Granell
Núria Roca Granell (Montcada, Horta de València, 23 de març de 1972) és una presentadora de televisió valenciana.

## Biografia: inicis
Va nàixer el 23 de març de 1972. Va estudiar l'educació general a l'Escola La Masia i arquitectura tècnica a la Universitat Politècnica de València. Va començar en el món de la televisió de manera casual. Solia acudir a un programa de la televisió valenciana per a recaptar fons per al viatge de fi de carrera. Es va presentar a un càsting, animada pels seus amics, i va ser triada per a posar-se davant de les càmeres.

## Trajectòria professional

### Canal 9
Va debutar en televisió en 1994, en Canal 9, amb el concurs La sort de cara. En aqueixa mateixa cadena va presentar Fem tele (1998-2000).

### Televisió espanyola
En 1998, Chicho Ibáñez Serrador es va fixar en ella per a presentar la segona etapa del concurs sobre el món animal Waku Waku, de TVE, en substitució de Consuelo Berlanga.
El 31 de desembre de 1999 va presentar les campanades de Cap d'Any en TVE, al costat de Ramón García. Tots dos presentarien la posterior gala de benvinguda al 2000, al costat d'Andoni Ferreño i Mabel Lozano.
Des de llavors, la seua popularitat no ha deixat de créixer i la seua activitat professional ha estat molt intensa, i en els últims cinc anys ha treballat en quatre de les sis cadenes generalistes privades d'Espanya.

### Telecinco
Telecinco la va fitxar per a presentar Buenas Tardes (2000) i Nada personal (2001), al costat de Maribel Casany i Llum Barrera.
Un any després la van fitxar per a la reeixida sèrie d'Emilio Aragón "Javier ya no vive solo".

### Antena 3
Un any després va presentar La isla de los famosos, en Antena 3, i, en 2004, UHF, en la mateixa cadena.

### Cuatro
En abril de 2006 va ser fitxada pel nou canal de televisió Cuatro, on va presentar el programa Nos pierde la fama. Una vegada cancel·lat aqueix espai, i des del 3 de febrer de 2007, es va fer càrrec del concurs Gran Slam en la mateixa cadena.
Des del 13 de maig de 2007 es va fer càrrec del concurs Factor X.
El desembre de 2007 copresenta dos especials sobre sexe titulats El sexómetro, juntament amb Josep Lobató, en el qual s'analitzaven els hàbits dels espanyols gràcies a una macroenquesta feta per l'empresa de sondejos Opina.
En 2008 presentà Tienes talento, programa en el qual s'intentava buscar una estrella en qualsevol camp artístic d'Espanya, i el concurs El Gran Quiz.
Des de setembre de 2009 presenta el programa de decoració Reforma Sorpresa.

### Ràdio
Va col·laborar des de 2002 fins a 2007 en No somos nadie, l'espai matinal de Pablo Motos, en M80 Ràdio.

### Novel·la
També és autora, i el seu últim llibre, Sexual-ment, ha estat editat per Bromera.

## Compromís social
Com ja va fer en 2007, Núria Roca, juntament amb Andreu Palop i Héctor Faubel, va protagonitzar en 2008 la campanya d'Escola Valenciana per a la matriculació dels xiquets a les escoles en valencià.

## Premis i Nominacions
- Antena de Oro de Televisió 2004 per La selva dels famosos.
- Nominada al TP d'Or (2000) com Millor presentadora per Waku Waku i Buenas Tardes.